# دومینیک پروست
 دومینیک پروست (انگلیسی: Dominique Proust؛ زاده ۷ فوریه ۱۹۵۰) یک فیزیک‌دان اهل فرانسه است.